# Schloss Tann

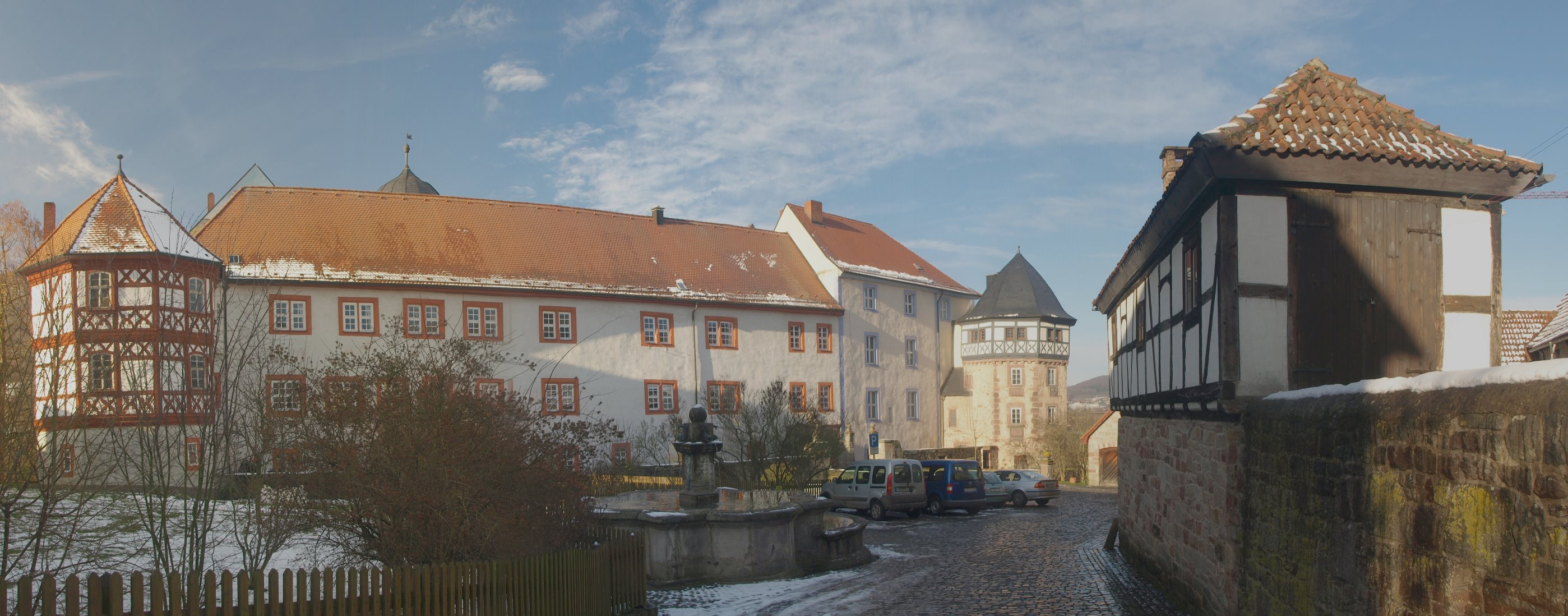
Das Rote und das Blaue Schloss von der Schlossstraße aus gesehen

Das Schloss Tann ist eine Schlossanlage im Stil der Renaissance und des Barocks in der Stadt Tann im hessischen Landkreis Fulda. Sie besteht aus drei Flügeln, dem Roten, dem Blauen und dem Gelben Schloss, die sich um einen annähernd quadratischen Innenhof anordnen. Das Schloss ist das Stammhaus der Familie von der Tann und bis in die Gegenwart in ihrem Privatbesitz.

## Anlage
Die heutige Schlossanlage geht auf eine im 12. Jahrhundert durch Ministeriale errichtete Niederungsburg zurück. Sie entwickelte sich ab dem 16. Jahrhundert, als die drei Familienzweige begannen, die Ganerbenburg zu einem Schloss aus- und umzubauen. Dabei entstanden drei Schlossflügel, das „Rote“, das „Blaue“ und das „Gelbe Schloss“, die sich fast vollständig um einen annähernd quadratischen Schlosshof gruppieren. Lediglich im Süden bestand zwischen dem Roten und dem Gelben Schloss ein unbebauter Bereich, der heute durch ein niedriges Garagengebäude geschlossen wird. Westlich des Gelben Schlosses schließt sich der Schlosspark an, der bis in die Ulsteraue reicht. Westlich und südlich ist der Park noch von Resten der mittelalterlichen Stadtmauer umgeben.
Nach den Farben der Schlösser nannten sich dann auch die drei Linien der Familie, der rote, der blaue und der gelbe Familienzweig.

### Rotes Schloss

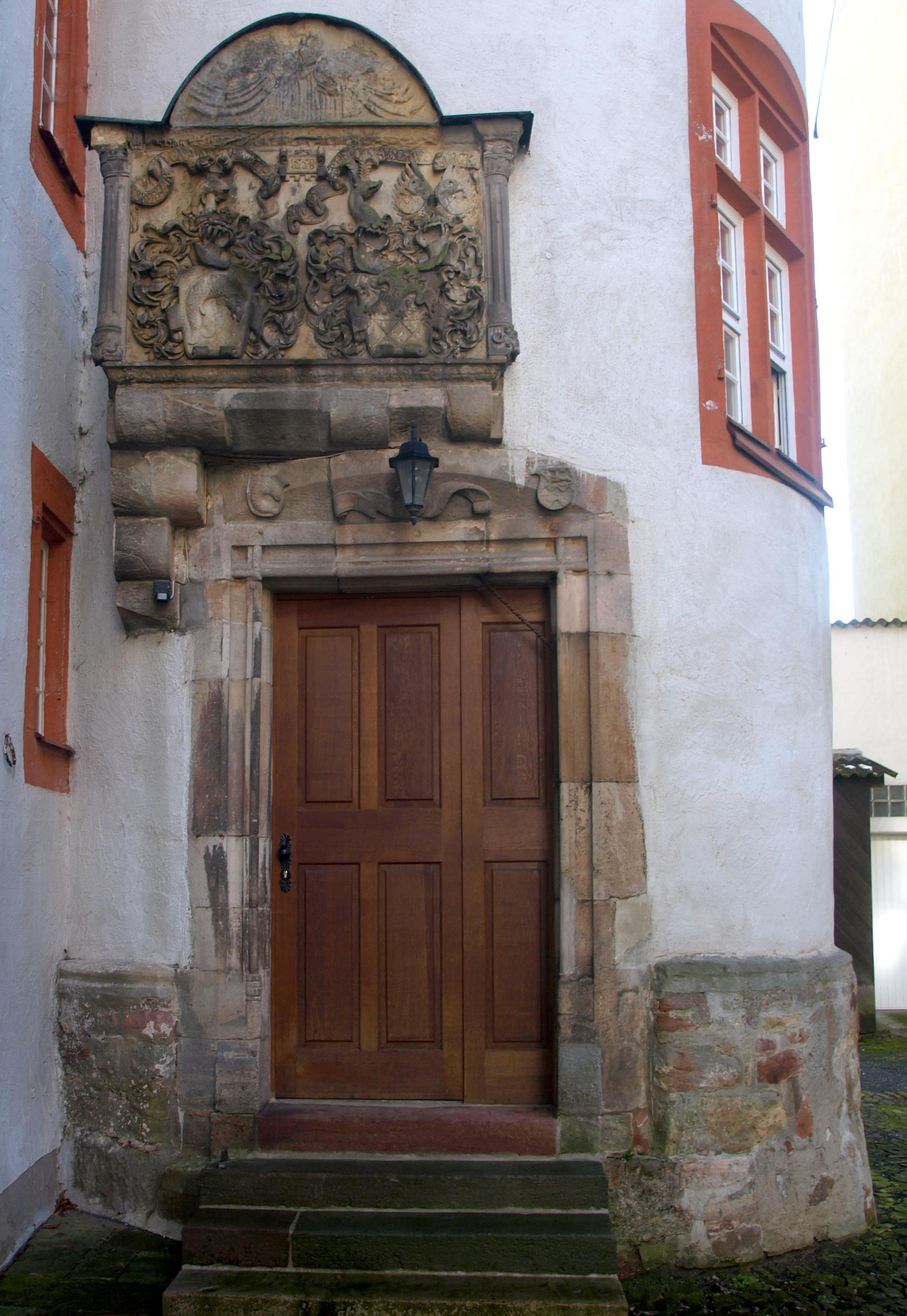
Spätgotisches Portal im Treppenturm vom Roten Schloss

Das Rote Schloss ist der Flügel auf der Stadtseite, ein Bau mit drei Stockwerken und rot umrandeten Fenstern und rot gestrichenem Fachwerk. Das Schloss wurde bis 1558 im Stil der Renaissance erbaut, um 1591 erweitert und 1680 größtenteils im Stil des Barock umgebaut. An der südöstlichen Ecke steht ein polygonaler Turm, dessen zwei obere Stockwerke als Fachwerkbau ausgeführt sind. Das segmentbogige Tor in der Mitte des Schlossflügels wurde erst in der Zeit des Barock eingebaut. Das Tor zum Innenhof der Schlossanlage befindet sich am nördlichen Ende vom Roten Schloss, wo das Gebäude des Blauen Schlosses anschließt. Der gedrückte Torbogen ist aus rotem Sandstein mit Flachrustika und in rechteckiger Außenform ausgeführt. Über dem Tor befindet sich ein Wappenstein mit der Inschrift „HEINRICH VON VND ZV DER TANN“ über dem Wappen. Unter dem Wappen ist die Jahreszahl 1689 belegt. Auf der Hofseite befindet sich ein massiv gebauter, runder Treppenturm, der das Haus um ein Stockwerk überragt. Sein Erdgeschoss besitzt ein spätgotisches Portal, das in seinem Sturz links das Wappen derer von Tann und rechts das Wappen der Schenken zu Schweinsberg trägt. Über dem Türsturz ist ein großes Allianzwappen angebracht, das durch Säulen mit Kannelierung gerahmt und mit einem ornamentierten Halbkreisaufsatz gekrönt wird. Auf dem Schriftband über dem linken Wappen steht EBERHART VON VND ZV DER THAN und über dem rechten Wappen steht ANNA GEBORNE SCHENCKIN ZV SCHWEINSBVRGK. Dazwischen ist die Jahreszahl 1558 belegt, dies ist das Jahr der Fertigstellung des Roten Schlosses.

### Blaues Schloss

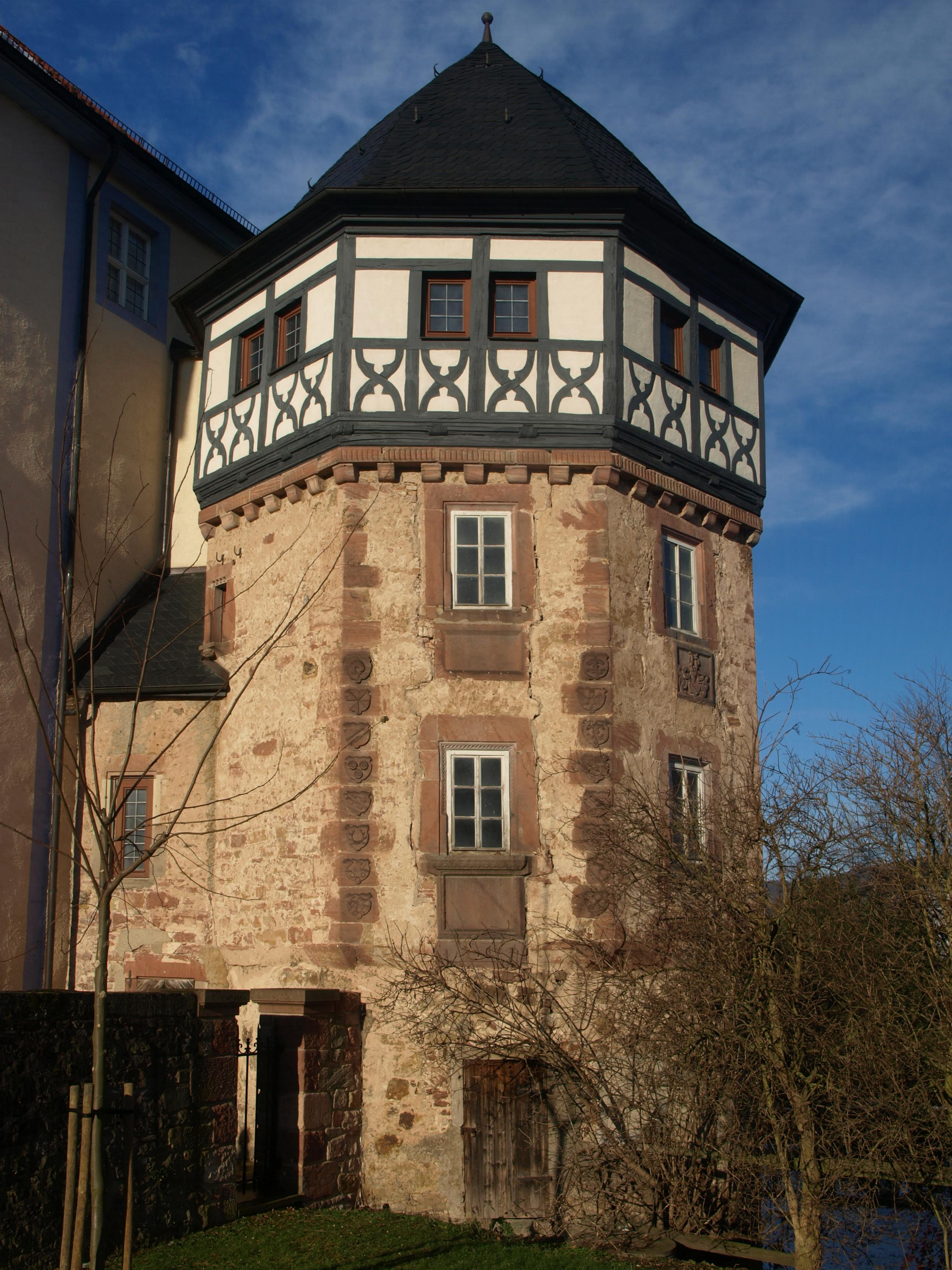
Polygonaler Turm des Blauen Schlosses von der Durchfahrt zum Innenhof aus gesehen

Das vierstöckige Blaue Schloss, dessen Fenster blau umrandet sind, schließt sich dem Roten Schloss an und bildet den nordöstlichen Eckbau der Anlage. Es wurde in seiner heutigen Form zwischen 1680 und 1716 erbaut. Das Portal im Innenhof hat einen stark hervortretenden Segmentbogengiebel in dem sich ein verwitterter Wappenstein mit einem Allianzwappen befindet. 
Das Blaue Schloss ist bestimmt durch den polygonalen, vierstöckigen Turm auf der Straßenseite des Schlosses, an der nordöstlichen Ecke der Schlossanlage. Er stammt aus der Renaissancezeit und ist im obersten Stockwerk als Fachwerkbau ausgeführt. Bei einem Umbau in Stil des Barocks blieben vor allem die aus Sandstein gebauten, unteren Geschosse, erhalten. Hier sind auf dem Polygonsegment, das der Durchfahrt zum Innenhof zugewandt ist, im zweiten und dritten Stockwerk viel Wappendarstellungen und Inschriften angebracht. Die jeweils acht Wappensteine an jeder Seite des Polygonsegmentes stellen die Genealogie von Christoph von Tann (* 1514; † 1575) und seiner Gemahlin Anna von Ebersberg genannt von Weyhers dar. Auf der linken Seite befinden sich von oben nach unten die Wappen folgender Familien: THAN, MANSBACH, STEIN, TRVBENBACH (Trümbach), GORCZ (Görtz), BREN (Brenden), BRON (Brunn zu Münnerstadt) und SCHENCK (Schenk zu Schweinsberg). Auf der rechten Seite folgen die Wappen WEYARS, MERLAW, WEYERS, LIDERBACH, KETTEN, STEINROCK (Steinau genannt Steinrück), VÖLCKERSHAVS und ROLCZHAVSEN. 
Die Inschrift unter dem Fester im 3. Stockwerk bezieht sich auf das oben genannte Ehepaar: „FILII ET FILIAE CHRISTOPHOPIA THAN ET ANNAE KVNIEGVNDIS CONIVGIS SVAE NATAE EX FAMILIA WEYERS“ und listet die Namen ihrer Kinder auf: „AMELIA, SIBILLA, EYTEL MELCHIOR, KVNIGVNDIS, CRISTIANA, GEORGIVS FRIDERICVS“. 
Die Inschrift unter dem Fester im 2. Stockwerk bezieht sich auf die Eltern von dem oben genannten Christoph. Melchior von der Tann (* vor 1451; † 1524) und seiner Frau Margaretha von Mansbach: „FILII ET FILIAE MELCHIORIS VON DER THAN ET MARGARETHAE CONIVGIS SVAE NATAE EX FAMILIA MANSBACH“ mit insgesamt 17 Kindern (Christoph wird hier an letzter Stelle genannt): „1 MARTINVS, 2 ELISABETHA, 3 EBERHARDVS, 4 KATHARINA, 5 CONRADVS, 6 ANNA, 7 GEORGIVS, 8 FRIDERICVS, 9 ALEXANDER, 10 ELISABETHA, 11 CONRADVS, 12 WENDELINVS, 13 CAROLVS, 14 DOROTHEA, 15 VRSVLA, 16 GEORGIVS, 17 CHRISTOPHORVS“. 
Unter der Inschrift befindet sich noch die weitere Inschrift: „PS 128 ECCE SIC BENEDICETVR HOMO QVI TIMET DOMINVM“. Im Sturz über diesem Fenster befindet sich eine Bauinschrift „IN NOMINE TVO SALVATOR IESV CHRISTOPHEL VON DER THAN ZVNN KETTEN FIERI FECIT 1574“.
Auf dem Polygonsegment, rechts von diesen Inschriften befindet sich noch unter dem Fester im dritten Stockwerk ein unbeschriftetes und undatiertes Wappen der Familie von Ketten. 
Dieses sogenannte Adelsprogramm auf dem Turm ist in dieser umfangreichen Form in Hessen einmalig.

### Gelbes Schloss

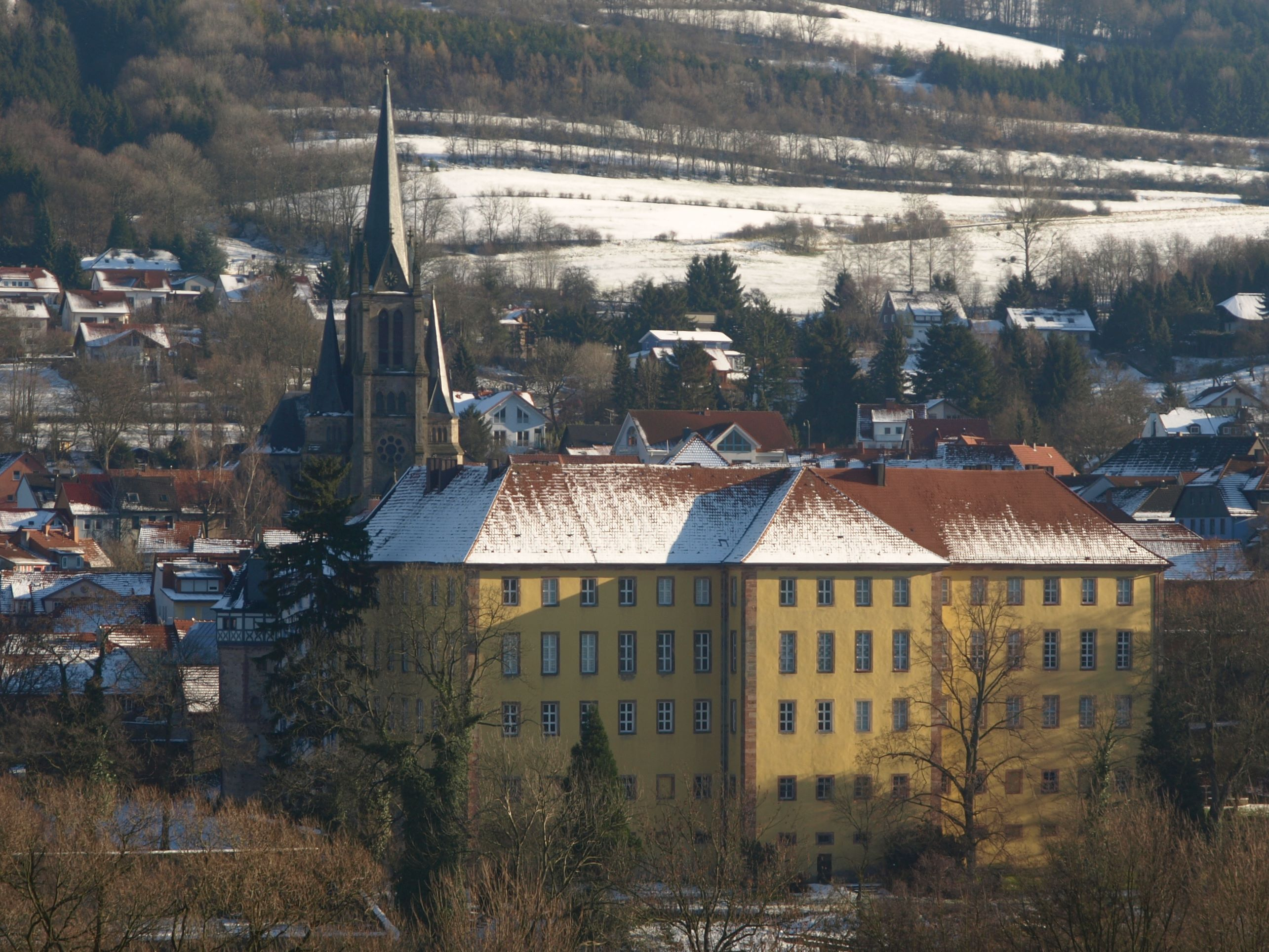
Rückwärtige Ansicht des Gelben Schlosses

Der größte und jüngste Teil des Komplexes ist im Westen die massiv gebaute, vierstöckige Dreiflügelanlage des Gelben Schlosses mit flachem Walmdach. Das Hauptportal im Innenhof ist in einem stark hervortretenden Risaliten in der Mitte des Westflügels. Dieser Risalit wiederholt sich auf der anderen, zum Schlosspark gelegenen Gebäudeseite. Das Gelbe Schloss wurde nach Plänen von Johann Mützel zwischen 1699 und 1714 erbaut. Der Ahnensaal kann besichtigt werden.